# Åfjord
Åfjord este o comună din provincia Sør-Trøndelag, Norvegia.